# Feldengel

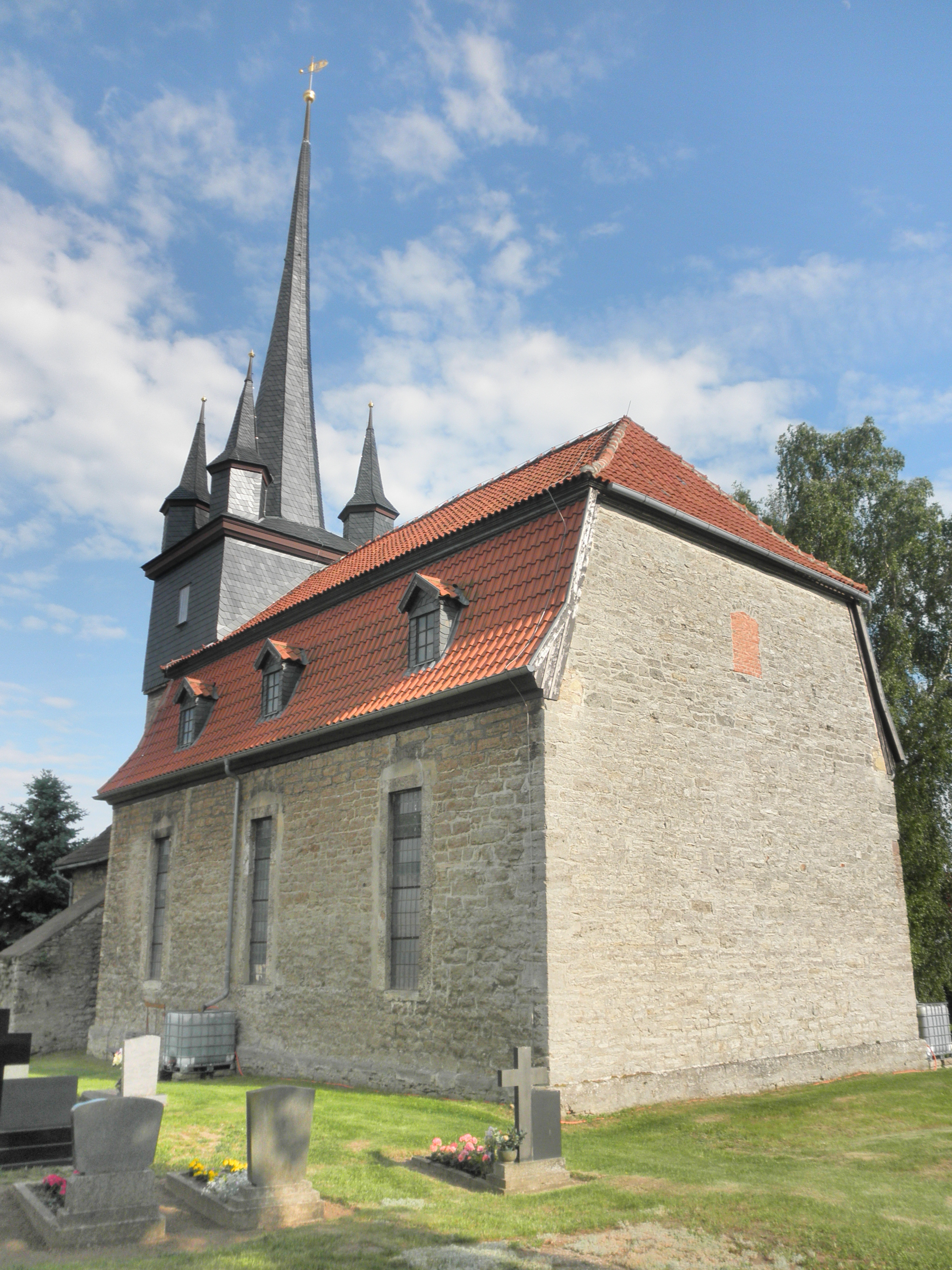
Kirche St. Matthäus in Feldengel

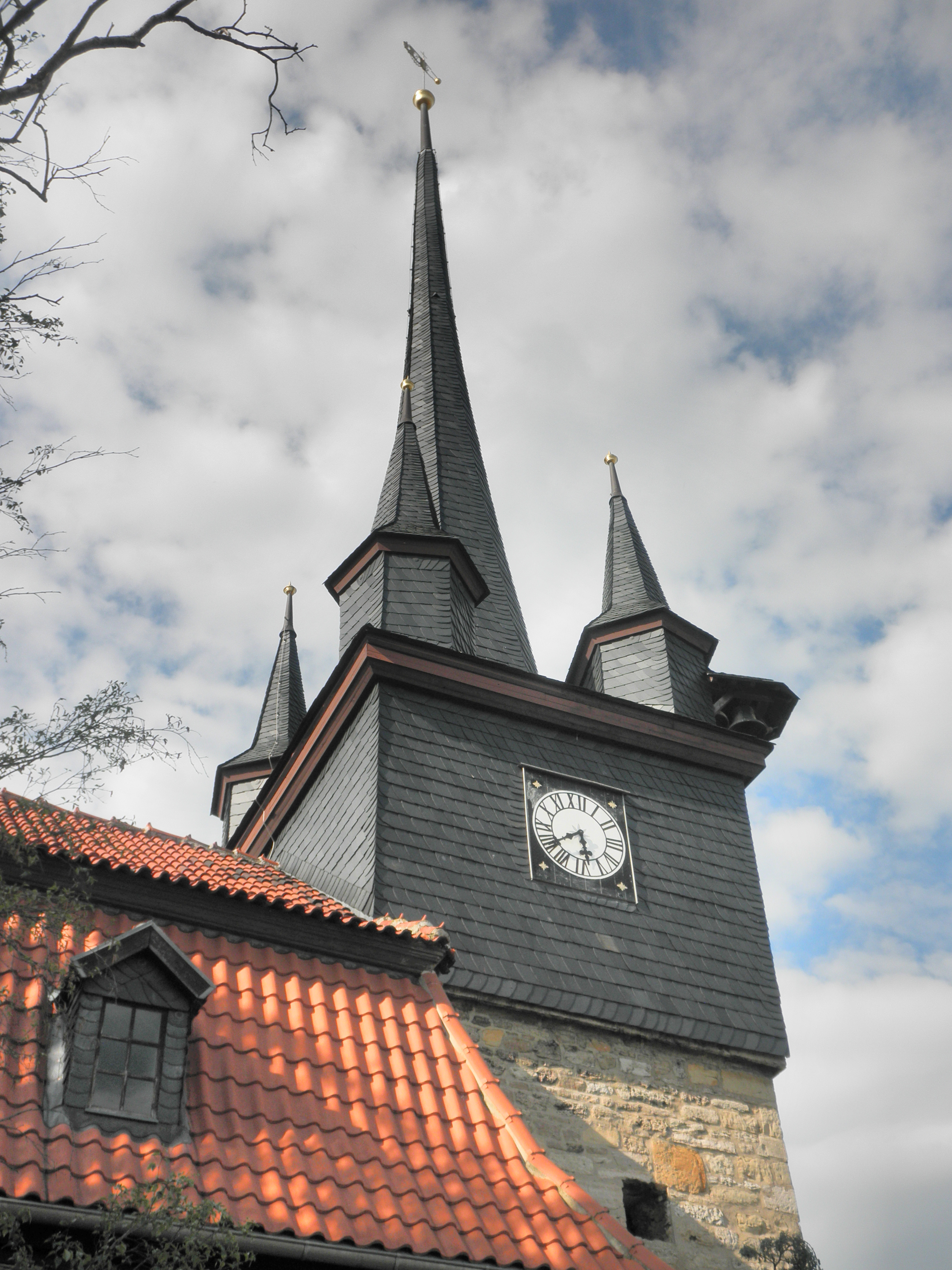
Kirchturm in Feldengel

Feldengel ist ein Ortsteil der Stadt und Landgemeinde Greußen im Kyffhäuserkreis in Thüringen.

## Geografie
Der Ortsteil liegt auf einer Hochebene der Südabdachung der Hainleite am Rande des Thüringer Beckens. Über Ortsverbindungsstraßen, die Landesstraße 2088 und die Bundesstraße 4 haben die Bewohner Anschluss an das Umland.

## Geschichte
Die urkundliche Ersterwähnung des Dorfes fand am 29. September 1061 statt.
Der Wortstamm Engel geht auf Engilin zurück. Feldengel gehört zu einer lokal begrenzten Gruppe von „Engel-“Orten, zu denen auch Holzengel, Kirchengel und Westerengel gehören. Sie wurden von germanischen Angeln besiedelt.
Der landwirtschaftlich geprägte Ort betrieb einst besonders den Waidanbau.
1771 erfolgte ein Kirchenneubau. Französische Truppen begingen im Ort Gräueltaten, sowohl auf dem Vormarsch 1812, als auch beim Rückzug aus Russland nach der Völkerschlacht bei Leipzig 1813. Feldengel gehörte bis 1918 zur Unterherrschaft des Fürstentums Schwarzburg-Sondershausen.
Feldengel wurde 1996 Teil der Stadt Großenehrich, die sich zum 1. Januar 2021 mit der Gemeinde Wolferschwenda und der Stadt Greußen zur neuen Stadt und Landgemeinde Greußen zusammenschloss.

## Sehenswürdigkeiten
- Die evangelische Kirche St. Matthäus ist eine Saalkirche mit Ostturm und anschließendem Rechteckchor in ummauertem Friedhof. Die Anlage war ursprünglich romanisch und wurde im 14. Jahrhundert und in der 2. Hälfte des 15. Jahrhunderts verändert. Ein Neubau des Schiffs erfolgte 1771–73. Der rechteckige Turm hat einen Spitzhelm und flankierende Ecktürmchen. Das Schiff ist einheitlich und trägt ein Mansarddach. Am Chorschluss befinden sich schmale, zu einer Dreiergruppe zusammengefasste Spitzbogenfenster. Im Inneren ist eine geschlossene, von den mittelalterlichen Baukörpern abgegrenzte Raumeinheit mit verputzter Holzdecke und im kreuzgratgewölbten Turmjoch ein zugesetzter Bogen zum ehemaligen Chor. Die Ausstattung ist bauzeitlich einfach. Der Kanzelaltar weist Initialen und Fürstenhut (Christian Günther III. von Schwarzburg-Sondershausen) von 1773 auf. Die Glocke mit Medaillons in Hochrelief ist von 1512, die Friedhofsmauer mit Portal und Torfahrt von 1561.[3]
- An der Straße nach Holzengel steht ein Menhir.[4]